# نوتنغهام الشرقية (دائرة انتخابية في المملكة المتحدة)
نوتنغهام الشرقية (بالإنجليزية: Nottingham East)‏ هي إحدى الدوائر الانتخابية في المملكة المتحدة الممثلة في مجلس العموم في برلمان المملكة المتحدة.
عضو البرلمان الذي يمثلها حالياً هو :Mr John Heppell (Lab).